# Ngạch Mẫn
Ngạch Mẫn (giản thể: 额敏县; phồn thể: 額敏縣; bính âm: Émǐn Xiàn; Uyghur:  دۆربىلجىن ناھىيىسى‎, ULY:  Dɵrbiljin Nah̡iyisi, UPNY:  Dörbiljin Nahiyisi?) là một huyện của địa khu Tháp Thành, châu tự trị dân tộc Kazakh – Ili (Y Lê), khu tự trị Tân Cương, Trung Quốc. Huyện có diện tích 9.157,81 km², dân số năm 2020 là 188.642 người, mật độ dân số đạt 21 người/km².

## Hành chính
Huyện Ngạch Mẫn được chia thành 11 đơn vị hành chính gồm 6 trấn, 3 hương và 2 hương dân tộc.

### Trấn
- Ngạch Mẫn (额敏镇)
- Thượng Hộ (上户镇)
- Ngọc Thập Khách Lạp Tô (玉什喀拉苏镇)
- Kiệt Lặc A Dát Thập (杰勒阿尕什镇)
- Mã Nhiệt Lặc Tô (玛热勒苏镇)
- Khách Lạp Dã Mộc Lặc (喀拉也木勒镇)

### Hương
- Giao Khu (郊区乡)
- Lạt Ma Chiêu (喇嘛昭乡)
- Nhị Đạo Kiều (二道桥乡)

### Hương dân tộc
- Hương dân tộc Mông Cổ – Ngạch Mã Lặc Quách Lăng (额玛勒郭楞蒙古族乡)
- Hương dân tộc Mông Cổ – Hoắc Cát Nhĩ Đặc (霍吉尔特蒙古族乡)